# 1927 w Wojsku Polskim
Kalendarium Wojska Polskiego 1927 – wydarzenia w Wojsku Polskim w roku 1927.

## 1927
- pod koniec roku podjęto decyzję o uzbrojeniu Wojska Polskiego w 7,92 mm rkm Browning wz. 1928[1]

## Styczeń
1 stycznia
- Zostały utworzone powiatowe komendy uzupełnień: Warszawa Miasto IV i Wilno Miasto, natomiast zlikwidowana PKU Brzeziny w Tomaszowie.
- W Grangemouth, w Szkocji, zakupiono trzymasztowy szkuner „St Blanc” z przeznaczeniem na okręt szkolny Oficerskiej Szkoły Marynarki Wojennej.

4 stycznia
- Prezydent RP Ignacy Mościcki nadał niżej wymienionym oficerom wyższe stopnie, wyłącznie z prawem do tytułu, z dniem przeniesienia w stan spoczynku - 28 lutego 1927 roku:

generałowi brygady Władysławowi Bejnarowi – generała dywizji,
pułkownikowi lekarzowi Janowi Kamińskiemu – generała brygady,
pułkownikowi lekarzowi Piotrowi Geislerowi – generała brygady.
- Prezydent RP Ignacy Mościcki mianował pułkownika Korpusu Sądowego Stanisława Libkind-Lubodzieckiego sędzią Najwyższego Sądu Wojskowego[2].

5 stycznia
- komandor porucznik Mieczysław Burhardt objął stanowisko komendanta Portu Wojennego w Modlinie
- wprowadzono brązowe podkładki pod oznaki stopnia dla oficerów intendentury i białe dla administracji

10 stycznia
- Zostały zlikwidowane powiatowe komendy uzupełnień: Gostyń, Lubicz i Szubin.

19 stycznia
- marszałek Polski Józef Piłsudski prowadził konferencję w sprawie organizacji Sztabu Generalnego i mobilizacji[3].

19 stycznia
- marszałek Polski Józef Piłsudski prowadził naradę z kmdr. Swirskim i kmdr. Unrugiem w sprawie opracowania studium o działaniach floty wojennej na wypadek wojny[3].

21 stycznia
- w skład Flotylli Pińskiej włączono sekcję siedmiu hydrogliserów (ślizgaczy) przeniesionych z Morskiego Dywizjonu Lotniczego[4]

## Luty
5 lutego
- Prezydent RP Ignacy Mościcki nadał niżej wymienionym pułkownikom w stanie spoczynku stopień generała brygady z dniem 30 kwietnia 1927 roku, wyłącznie z prawem do tytułu: Bronisławowi Bohaterewiczowi, Aleksandrowi Ehrbarowi, Ignacemu Lipczyńskiemu, Aleksandrowi Michałowskiemu, Maciejowi Radziukinasowi, Kazimierzowi Steierowi, Edwardowi Wereszczyńskiemu i Zdzisławowi Załuskiemu
- W Dzienniku Personalnym MS Wojsk. ukazało się rozporządzenie, na mocy którego przeniesiono w stan spoczynku 30 generałów i kilkuset oficerów[3].

17 lutego
- utworzono Biuro Personalne Ministerstwa Spraw Wojskowych[3].

19 lutego
- położono stępkę pod niszczyciel ORP „Wicher”

28 lutego
- wręczono chorągiew 31 Pułkowi Piechoty[5]

## Marzec
7 marca
- zakupiono francuski krążownik pancernopokładowy „D’Entrecasteaux”, który otrzymał tymczasową nazwę: „Władysław IV”

15 marca
- Prezydent RP Ignacy Mościcki mianował:

generała dywizji Kazimierza Sosnkowskiego inspektorem armii
generała dywizji Kazimierza Dzierżanowskiego dowódcą Okręgu Korpusu Nr VII
16 marca
- Prezydent RP Ignacy Mościcki nadał stopnie z dniem 1 stycznia 1927:

generała brygady dwudziestu pułkownikom,
pułkownika pięćdziesięciu dwóm podpułkownikom, w tym dwudziestu dwóm w piechocie, ośmiu w kawalerii, dziewięciu w artylerii, sześciu lekarzom, jednemu lekarzowi weterynarii i sześciu oficerom korpusu sądowego
wśród awansowanych znaleźli się podpułkownicy: Franciszek Alter i Jan Ślaski
17 marca
- Prezydent RP Ignacy Mościcki mianował:

generała brygady Gustawa Truskolaskiego dowódcą Okręgu Korpusu Nr III
generała brygady Romualda Dąbrowskiego dowódcą Okręgu Korpusu Nr IV
generała brygady Michała Tokarzewski-Karaszewicza szefem Biura Personalnego M.S.Wojsk.
pułkownika Tadeusza Kasprzyckiego dowódcą 19 Dywizji Piechoty
pułkownika Włodzimierza Rachmistruka dowódcą 16 Dywizji Piechoty
pułkownika Stanisław Wierońskiego dowódcą 22 Dywizji Piechoty Górskiej
pułkownika Władysława Bończa-Uzdowskiego dowódcą 28 Dywizji Piechoty
pułkownika Mieczysława Smorawińskiego dowódcą 6 Dywizji Piechoty
pułkownika Franciszka Kleeberga dowódcą 29 Dywizji Piechoty
24 marca
- Z inicjatywy marsz. Józefa Piłsudskiego utworzono Państwowy Urząd Wychowania Fizycznego i Przysposobienia Wojskowego  podległy Ministerstwu Spraw Wojskowych i koordynujący prace licznych organizacji społecznych[3].

28 marca
- W Grodnie zmarł major Sztabu Generalnego Seweryn Karol Marian Elterlein, szef Oddziału Ogólnego Sztabu Dowództwa Okręgu Korpusu Nr III[6]. W czasie I wojny światowej walczył jako oficer rezerwy w szeregach Galicyjskiego Pułku Piechoty Nr 13. Od 15 października 1924 roku dowódca III/20 pp w Krakowie[7]. Odznaczony Krzyżem Srebrnym Orderu Wojennego Virtuti Militari i Krzyżem Walecznych[8]. Zwłoki majora Elterlein zostały przewiezione do Krakowa[9]

31 marca
- Minister Spraw Wojskowych zatwierdził zmiany w „Przepisach ubioru polowego Wojsk Polskich” dotyczące czapek oficerów i szeregowych. Czapka oficerska miała daszek i podpinkę czapki z czarnej lakierowanej skóry, brzeg daszka czapki okuty blachą z białego metalu, natomiast czapka szeregowych miała daszek czarny z fibry, bez okucia, podpinka czapki z czarnej skóry. Kształt daszków i podpinek pozostał bez zmian. Oficerowie otrzymali zezwolenie na donaszanie dotychczasowych daszków i podpinek wykonanych z żółtej skóry do dnia 1 stycznia 1928, natomiast szeregowi „donaszali dotychczasowe daszki i podpinki do czasu wyczerpania się posiadanych przez intendenturę zapasów”[10][11]

## Kwiecień
- w Grudziądzu została zorganizowana Lotnicza Szkoła Strzelań i Bombardowań[12]

4 kwietnia
- w Forcie Żółkiewskiego w Toruniu zostali rozstrzelani dwaj oficerowie 1 batalionu strzelców z Chojnic, porucznicy: Paweł Piontek i Kazimierz Urbaniak → Afera szpiegowska poruczników Piontka i Urbaniaka

14 kwietnia
- Oficerska Szkoła Lotnicza została przeniesiona z Grudziądza do Dęblina; komendant płk pil. Roman Florer[12]

22 kwietnia
- utworzono Państwowe Wytwórnie Uzbrojenia – skomercjalizowane przedsiębiorstwo przemysłu wojennego administrowane przez Ministerstwo Spraw Wojskowych[3].

## Maj
6-8 maja
- w Warszawie został rozegrany konkurs szermierczy o mistrzostwo Wojska Polskiego na 1927 rok; zwycięzcami konkursu w poszczególnych konkurencjach i grupach zostali:

we florecie kapitan Władysław Segda z 5 Dywizjonu Żandarmerii w Krakowie (grupa oficerska) i sierżant Stanisław Zagacki z Centralnej Wojskowej Szkoły Gimnastyki i Sportów w Poznaniu (grupa podoficerska),
w szabli porucznik pilot Leon Berski z 1 Pułku Lotniczego w Warszawie i sierżant Stanisław Zagacki z CWSGiS w Poznaniu,
w szpadzie kapitan Władysław Segda z 5 Dywizjonu Żandarmerii w Krakowie i sierżant Leon Koza-Kozarski z Wyższej Szkoły Wojennej w Warszawie,
tytuł Mistrza Wojska Polskiego na 1927 roku (szabla i szpada) zdobyli por. Kazimierz Laskowski i sierżant Stanisław Zagacki obaj z CWSGiS w Poznaniu,
w pojedynku mistrzów sierżant Zagacki pokonał porucznika Laskowskiego stosunkiem 5:1
10 maja
- W wypadku lotniczym w Warszawie poniósł śmierć ppłk inż. lotn. Zdzisław Zych-Płodowski[14]

15 maja
- wręczono chorągiew 28 Pułkowi Piechoty[15]

28 maja
- w Nantes położono stępkę pod okręt podwodny ORP „Ryś”

29 maja

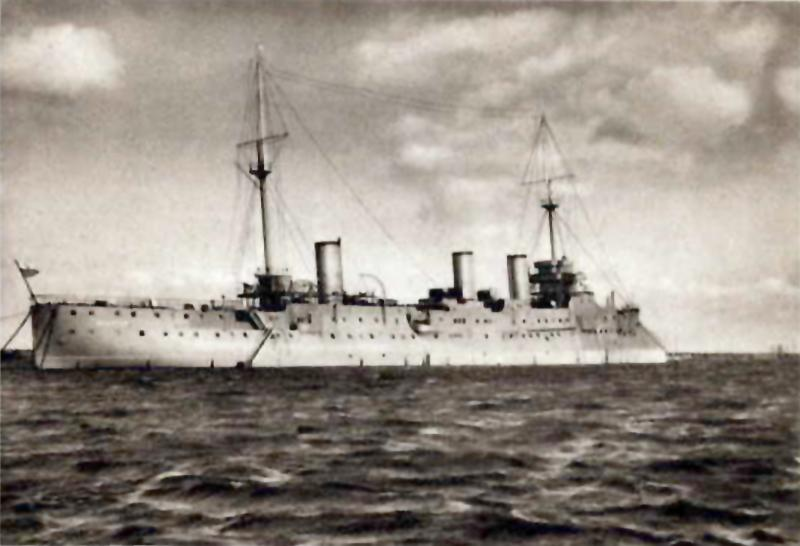
„Władysław IV”

- wręczono chorągiew 16 Pułkowi Piechoty[16]

## Czerwiec
1 czerwca
- Utworzono Dowództwo Żandarmerii MSWojsk[3].

5 czerwca
- Katastrofa w Witkowicach.

9 czerwca
- odbyła się konferencja  marsz. Józefa Piłsudskiego z inspektorami armii w sprawie współdziałania dywizji osłonowych z jednostkami Korpusu Ochrony Pogranicza[3].

## Lipiec
24 lipca
- W Wiedniu zmarł pułkownik w stanie spoczynku Maksymilian I Landau[17].

## Sierpień
6 sierpnia
- W trzynastą rocznicę wymarszu 1 Komapanii Kadrowej, zaginął generał brygady Włodzimierz Zagórski, zwolniony z Wojskowego Więzienia Śledczego Nr III na Antokolu w Wilnie. Do chwili obecnej „zaginięcie” generała pozostaje nierozwikłaną zagadką.

11 sierpnia
- do Gdyni został przyholowany „Władysław IV”

## Wrzesień
3 września
- W wypadku lotniczym w Ostrowcu poniósł śmierć por. pil. Leon Berski[18]

13 września
- w Warszawie, w wieku 62 lat, zmarł generał dywizji w stanie spoczynku Antoni Listowski

17 września
- generał dywizji Daniel Konarzewski w zastępstwie Ministra Spraw Wojskowych „nabytemu we Francji, zdeklasyfikowanemu krążownikowi o tymczasowej nazwie «Władysław IV» nadał nazwę: ORP «Bałtyk» i wcielił go w skład marynarki wojennej z dniem 30 lipca 1927”[19]

## Październik
1 października
- Zostały zlikwidowane powiatowe komendy uzupełnień: Augustów w Sokółce, Biłgoraj i Lubliniec.

3 października
- wręczono chorągiew 1 Pułkowi Strzelców Podhalańskich[20]

## Listopad
1 listopada
- położono stępkę pod niszczyciel ORP „Burza”

22 listopada
- Minister spraw wojskowych:

• ustanowił stanowiska 60 rejonowych inspektorów koni.
• zatwierdził skład osobowy Oficerskiego Trybunału Orzekającego, który miał obowiązywać do czasu zakończenia prac trybunału.
• powiększył skład osobowy Najwyższego Sądu Wojskowego i Batalionu Sztabowego MSWojsk.
• ustalił sposób postępowania w wypadku dezercji lub samowolnego oddalenia się żołnierza w czasie pokoju.

## Grudzień
1 grudnia
- Weszło w życie rozporządzenie Prezydenta Rzeczypospolitej z dnia 8 sierpnia 1927 w sprawie statutu oficerskich sądów honorowych[25]. Rozporządzenie obowiązywało do 18 marca 1937, do wejścia w życie dekretu Prezydenta Rzeczypospolitej z dnia 12 marca 1937 o służbie wojskowej oficerów[26]. 24 listopada 1927 ogłoszono rozkaz wykonawczy ministra spraw wojskowych B.Pers. 14.666.I do rozporządzenia Prezydenta Rzeczypospolitej z dnia 8 sierpnia 1927 w sprawie statutu oficerskich sądów honorowych zgodnie, z którym wszystkie sądy miały się ukonstytuować w grudniu 1927[27].

10 grudnia
- podpisano kontrakt z firmą w Fabrique Nationale (FN) dotyczący zamówienia przez Polskę 10 000, odpowiednio zmodyfikowanych karabinów Browning. Dostarczone karabiny przyjęto do uzbrojenia pod oznaczeniem rkm „Browning” wz. 28[28].